# Треугольный паркет
Треуго́льный парке́т (треугольный паркета́ж) или треугольная мозаика — это замощение плоскости равными правильными треугольниками, расположенными сторона к стороне.
Треугольная мозаика является двойственной шестиугольной мозаике — если соединить центры смежных треугольников, то проведённые отрезки дадут шестиугольную мозаику. Символ Шлефли треугольного паркета — {3,6}, что означает, что в каждой вершине паркета сходятся 6 треугольников.
Внутренний угол правильного треугольника равен 60 градусов, так что шесть треугольника в одной вершине дают вместе 360 градусов. Это одна из трёх правильных мозаик плоскости. Другие две мозаики — шестиугольный паркет и квадратный паркет.

Шахматная раскраска треугольного паркета

Английский математик Конвей называл мозаику deltille (дельта-мозаикой), поскольку она имеет форму греческой буквы дельта (Δ). Треугольную мозаику можно также назвать кис-шестиугольной мозаикой, если применить операцию kis, которая добавляет центральную вершину и треугольники, разбивая грани шестиугольной мозаики.

## Однородные раскраски
Существует 9 различных однородных раскрасок треугольной мозаики  (по цветам 6 треугольников вокруг вершины — 111111, 111112, 111212, 111213, 111222, 112122, 121212, 121213, 121314). Три из них можно получить их других путём замены цветов — 111212 и 111112 из 121213, комбинируя  1 и 3, в то время как 111213 получается из  121314.
Существует один класс архимедовой раскраски, 111112, (помечен *), в котором раскраска не является 1-однородной и содержит перемежающиеся ряды треугольников, в которых каждый третий выкрашен. Приведённая раскраска является 2-однородной и таких имеется бесконечно много, поскольку такие раскраски определяются произвольными сдвигами строк.
| 111111     | 121212      | 111222     | 112122    | 111112(*) |
|            |             |            |           |           |
| p6m (*632) | p3m1 (*333) | cmm (2*22) | p2 (2222) | p2 (2222) |

| 121213     | 111212     | 111112     | 121314   | 111213   |
|            |            |            |          |          |
| p31m (3*3) | p31m (3*3) | p31m (3*3) | p3 (333) | p3 (333) |

## Решётка A2 и упаковка кругов
Расположение вершин треугольной мозаики называется решёткой A2. Она является 2-мерным вариантом симлектических сот.
Решётка A*

Решётка A как три треугольные мозаики: + +

2 (которая также называется A3
2) может быть построена как объединение трёх решёток A2 и эквивалентна решётке A2.
 +  +  = dual of  = 
Вершины треугольной мозаики являются центрами наиболее плотной упаковки кругов . Любой круг соприкасается с 6 другими кругами (контактное число). Плотность упаковки равна {\displaystyle {\tfrac {\pi }{\sqrt {12}}}}, это около 90,69 %. Поскольку объединение трёх решёток A2 снова будет решёткой A2, круги можно раскрасить в три цвета.
Ячейкой диаграммы Вороного треугольной мозаики является шестиугольник, так что мозаика Вороного, шестиугольная мозаика, имеет прямое отношение к упаковке кругов.
| Решётка A2 упаковки кругов | Решётка A* 2 упаковки кругов |
| -------------------------- | ---------------------------- |
|                            |                              |

## Геометрические варианты
Треугольные мозаики могут быть идентичны  {3,6} топологии правильной мозаики (6 треугольника  в каждой вершине). Существует 5 вершинно транзитивных вариантов с одинаковыми гранями  (транзитивных по граням). С точки зрения симметрии все грани имеют одинаковый цвет, раскраска же на рисунках представляет положение в сетке.

Разносторонний треугольник симметрия p2
Разносторонний треугольник симметрия pmg
Равнобедренный треугольник симметрия cmm
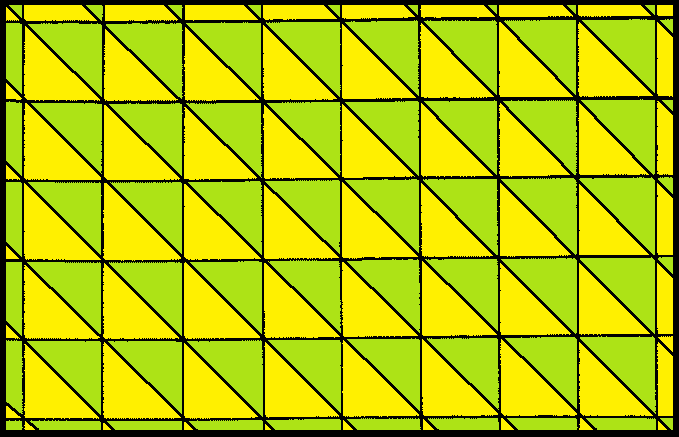
Прямоугольный треугольник симметрия cmm
Правильный треугольник симметрия p6m

## Связанные многогранники и мозаики
Плоские мозаики связаны с многогранниками. Располагая меньше треугольников в каждой вершине, получим незаполненное пространство, что позволяет согнуть в фигуру в пирамиду. Отсюда можно получить правильные многогранники: пять, четыре и три треугольника в вершине дают икосаэдр, октаэдр и  тетраэдр соответственно.
Эта мозаика топологически связана (как часть последовательности) с правильными многогранниками с символами Шлефли {3,n}.
| Сферическая | Сферическая | Сферическая | Сферическая | Евклидова | Компактная гипербол. | Компактная гипербол. | Пара- компактная | Некомпактная гиперболическая | Некомпактная гиперболическая | Некомпактная гиперболическая | Некомпактная гиперболическая |
| ----------- | ----------- | ----------- | ----------- | --------- | -------------------- | -------------------- | ---------------- | ---------------------------- | ---------------------------- | ---------------------------- | ---------------------------- |
|             |             |             |             |           |                      |                      |                  |                              |                              |                              |                              |
| 3.3         | 3           | 34          | 35          | 36        | 37                   | 38                   | 3∞               | 312i                         | 39i                          | 36i                          | 33i                          |

Эта мозаика топологически связана (как часть последовательности) с полуправильными многогранниками с конфигурацией граней Vn.6.6.
| V3.6.6 | V4.6.6 | V5.6.6 | V6.6.6 | V7.6.6 |

## Построение Витхоффа из шестиугольных и треугольных мозаик
Подобно однородным многогранникам существует восемь однородных мозаик, базирующихся на правильных шестиугольных мозаиках (или на двойственных треугольных мозаиках).
Если нарисовать плитки исходных граней красным, исходные вершины (получившиеся на их месте многоугольники) жёлтым, а исходные рёбра (получившиеся на их месте многоугольники) синим, существует 8 форм, 7 из которых топологически различны. (Усечённая треугольная мозаика топологически идентична шестиугольной мозаике.)
| Однородные шестиугольные/треугольные мозаики | Однородные шестиугольные/треугольные мозаики | Однородные шестиугольные/треугольные мозаики | Однородные шестиугольные/треугольные мозаики | Однородные шестиугольные/треугольные мозаики | Однородные шестиугольные/треугольные мозаики | Однородные шестиугольные/треугольные мозаики | Однородные шестиугольные/треугольные мозаики | Однородные шестиугольные/треугольные мозаики |
| Фундаментальные домены                       | Симметрия: [6,3], (*632)                     | Симметрия: [6,3], (*632)                     | Симметрия: [6,3], (*632)                     | Симметрия: [6,3], (*632)                     | Симметрия: [6,3], (*632)                     | Симметрия: [6,3], (*632)                     | Симметрия: [6,3], (*632)                     | [6,3]+, (632)                                |
| -------------------------------------------- | -------------------------------------------- | -------------------------------------------- | -------------------------------------------- | -------------------------------------------- | -------------------------------------------- | -------------------------------------------- | -------------------------------------------- | -------------------------------------------- |
| Фундаментальные домены                       | {6,3}                                        | t{6,3}                                       | r{6,3}                                       | t{3,6}                                       | {3,6}                                        | rr{6,3}                                      | tr{6,3}                                      | sr{6,3}                                      |
| Фундаментальные домены                       | node_1 · 6 · node · 3 · node                 | node_1 · 6 · node_1 · 3 · node               | node · 6 · node_1 · 3 · node                 | node · 6 · node_1 · 3 · node_1               | node · 6 · node · 3 · node_1                 | node_1 · 6 · node · 3 · node_1               | node_1 · 6 · node_1 · 3 · node_1             | node_h · 6 · node_h · 3 · node_h             |
|                                              |                                              |                                              |                                              |                                              |                                              |                                              |                                              |                                              |
| Конфиг.                                      | 63                                           | 3.12.12                                      | (6.3)2                                       | 6.6.6                                        | 36                                           | 3.4.6.4                                      | 4.6.12                                       | 3.3.3.3.6                                    |

| Коксетер                 | node_1 · split1 · branch | node_1 · split1 · branch_10lu | node · split1 · branch_10lu | node · split1 · branch_11 | node · split1 · branch_01ld | node_1 · split1 · branch_01ld | node_1 · split1 · branch_11 | node_h · split1 · branch_hh |
| Рисунок Вершинная фигура | (3.3)3                   | 3.6.3.6                       | (3.3)3                      | 3.6.3.6                   | (3.3)3                      | 3.6.3.6                       | 6.6.6                       | 3.3.3.3.3.3                 |

## Связанные правильные комплексные бесконечноугольники
Существует 4 правильных комплексных апейрогона, имеющих те же вершины шестиугольной мозаики. Рёбра правильных комплексных апейрогонов могут содержать 2 и более вершин. Правильные апейрогоны p{q}r имеют ограничение: 1/p + 2/q + 1/r = 1. Рёбра имеют p вершин и вершинные фигуры являются r- угольниками .
Первый апейрогон состоит из 2-рёбер, следующие два имеют треугольные рёбра, последний имеет перекрывающиеся шестиугольные рёбра.
|           |           |           |           |
| 2{6}6 или | 3{4}6 или | 3{6}3 или | 6{3}6 или |

### Другие треугольные мозаики
Существуют также три мозаики Лавеса, состоящие из треугольников одного типа:
| Разделённая ромбическая 30°-60°-90° прямоугольные треугольники | Разделённая квадратная 45°-45°-90° прямоугольные треугольники | триразделённая треугольная мозаика 30°-30°-120° равнобедренные треугольники |